# 위대한 침묵 (2005년 영화)
《위대한 침묵》(독일어: Die Große Stille)은 2005년에 개봉한 필립 그로닝 감독의 다큐멘터리 영화이다. 영화 줄거리는 프랑스 샤르트뢰즈 산맥 정상에 있는 그랑드 샤르트뢰즈 수도원에 사는 카르투시오회 수사들의 일상 생활을 담고 있다.
1984년 필립 그로닝은 그랑드 샤르트뢰즈 수도원 측에 수사들의 삶을 담은 영화를 찍고 싶다는 제의를 하였다. 이에 대해 당시 수도원측은 생각할 시간이 필요하다고 답변하였다. 그로부터 16년 후, 카르투시오회 수사들은 필립 그로닝에게 그가 여전히 영화를 찍고 싶은지 여부를 물어본 다음 마침내 영화를 찍어도 좋다는 허락을 해주었다. 그러자 그로닝은 오직 혼자서 촬영장비들을 가지고 그랑드 샤르트뢰즈 수도원을 방문하였다. 그로닝이 들어와 지낸 2002년 3월 중순부터 시작해서 4개월하고도 보름동안 그랑드 샤르트뢰즈 수도원은 외부인의 방문을 거의 허용하지 않았다. 그로닝은 오직 혼자서만 촬영하고 녹음하였으며, 인공조명도 일체 쓰지 않았다. 그해 12월과 다음해 1월에 추가 촬영을 하였다. 그로닝은 그랑드 샤르트뢰즈 수도원에서 촬영하면서 총 6개월을 보냈으며 그 필름을 개봉하기 전에 편집하느라 다시 2년 5개월의 시간이 소모되었다. 영화는 특별히 내레이션이나 음향 효과를 넣지 않고, 단지 수도 생활의 영상과 소리만으로 구성되어 있다.

## 같이 보기
- 은자
- 수도주의
- 사막 교부